# Runderpest

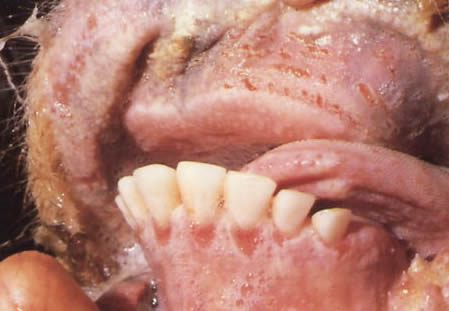
Ontstoken slijmvliezen bij runderpest

Runderpest (RP) of veepest was een veeziekte die werd veroorzaakt door een virus. Het virus is nauw verwant aan het virus dat pest bij kleine herkauwers veroorzaakt. Gedomesticeerde gastheren voor het runderpestvirus zijn: rundvee, zeboes, waterbuffels. Wilde dieren die als gastheer kunnen dienen zijn onder andere elandantilope, kafferbuffel, gnoe en verscheidene andere soorten antilopen. Ook varkens (knobbelzwijnen), geiten en schapen zijn, zij het in mindere mate, vatbaar voor het runderpestvirus. Mensen zijn niet vatbaar voor het runderpestvirus. De uitbraken van runderpest in de 18e en 19e eeuw hebben geleid tot opleidingen voor veeartsen om de epidemieën onder controle te krijgen. Al in 1774 verkreeg de Nederlander Geert Reinders goede resultaten met de enting tegen runderpest. Runderpest staat op de A lijst van de OIE (Wereldorganisatie voor diergezondheid).
Op 14 oktober 2010 verklaarde de Voedsel- en Landbouworganisatie van de Verenigde Naties de runderpest uitgeroeid.

## Ziekteverwekker
Het runderpestvirus is een (-)ssRNA-virus uit het geslacht Morbillivirus van de familie Paramyxoviridae.
Eigenschappen:
- uitgeschakeld na 60 minuten op 56°C of 30 minuten op 60°C
- stabiel bij een pH van 4.0 tot 10.0
- vatbaar voor vetoplossende middelen en glycerol
- vatbaar voor de meeste ontsmettingsmiddelen waaronder: carbolzuur en cresol
- het virus kan lang overleven in gekoeld en bevroren weefsel

## Besmetting
Het runderpestvirus kan alleen worden overgebracht via direct contact of intensief indirect contact van zieke dieren met dieren die vatbaar zijn voor het runderpestvirus. Het runderpestvirus zit met name in uitvloeiingen uit de neus en ogen van zieke dieren, maar ook in de mest van zieke dieren kan het runderpestvirus voorkomen.

## Ziekteverschijnselen
De incubatieperiode van de runderpest varieert van 3 tot 15 dagen. Er zijn twee varianten van runderpest, de klassieke en de snelle variant. Deze varianten hebben een verschillend ziektebeeld. De klassieke vorm van de runderpest doorloopt de volgende fasen na de incubatie:
- koorts en slechte opname van voedsel
- ontstoken slijmvliezen, met als gevolg kwijlen en neusuitvloeiingen
- maag-darmproblemen met als gevolg zware diarree
- het dier sterft binnen 8 tot 10 dagen

De snelle vorm heeft een veel korter ziekteverloop. Bij deze variant krijgt het dier hoge koorts en sterft binnen afzienbare tijd.

## Verspreiding
Het runderpestvirus vindt zijn oorsprong in het gebied rond de Kaspische Zee en is vandaar uit naar Europa, Azië en Afrika verspreid.
Toen het runderpestvirus in 1889 in Afrika aankwam, als gevolg van de import van dieren uit India, verspreidde de ziekte zich binnen 7 jaar over het hele continent en roeide daarbij 80-90% van alle evenhoevigen in Afrika uit. Een uitbraak van runderpest in de jaren 80 (1982-1984) heeft de veehouderijsector in Afrika ongeveer 500 miljoen dollar gekost.

### De Nederlanden
In de 18e eeuw hadden grondgebieden op het Europese continent ook te maken met runderpestepidemieën. In Brabants Vlaanderen en de Verenigde Nederlanden breekt drie keer de veepest uit met epidemieën in 1713-1715, 1744-1745 en in 1769-1789. De uitbraak van 1744 was het zwaarst, meer dan de helft van de veestapel stierf, van veel veehouders stierven alle dieren. In Friesland gaat het om 64.596 koeien en 44.000 jongere beesten, in heel Europa om 3 miljoen runderen. De Staten van Holland en West-Friesland vaardigden maatregelen uit om de besmetting niet over te brengen. Wie zich daar niet aan hield betaalde een boete.
In de volgende eeuw komt het virus terug, in Nederland besloot minister Heemskerk in 1867 dat ter bestrijding vee moest worden onteigend en afgemaakt.
Door ontdekking van de inenting en de acceptatie daarvan na enige decennia, liep het aantal besmettingen terug. Aanvankelijk was er weerstand, onder andere omdat boeren de opvatting hadden dat het om een straf van God ging, waartegen de mens zich niet mocht verzetten.
Het laatste geval van runderpest in Europa was in 1996 in het Europese deel van Turkije.

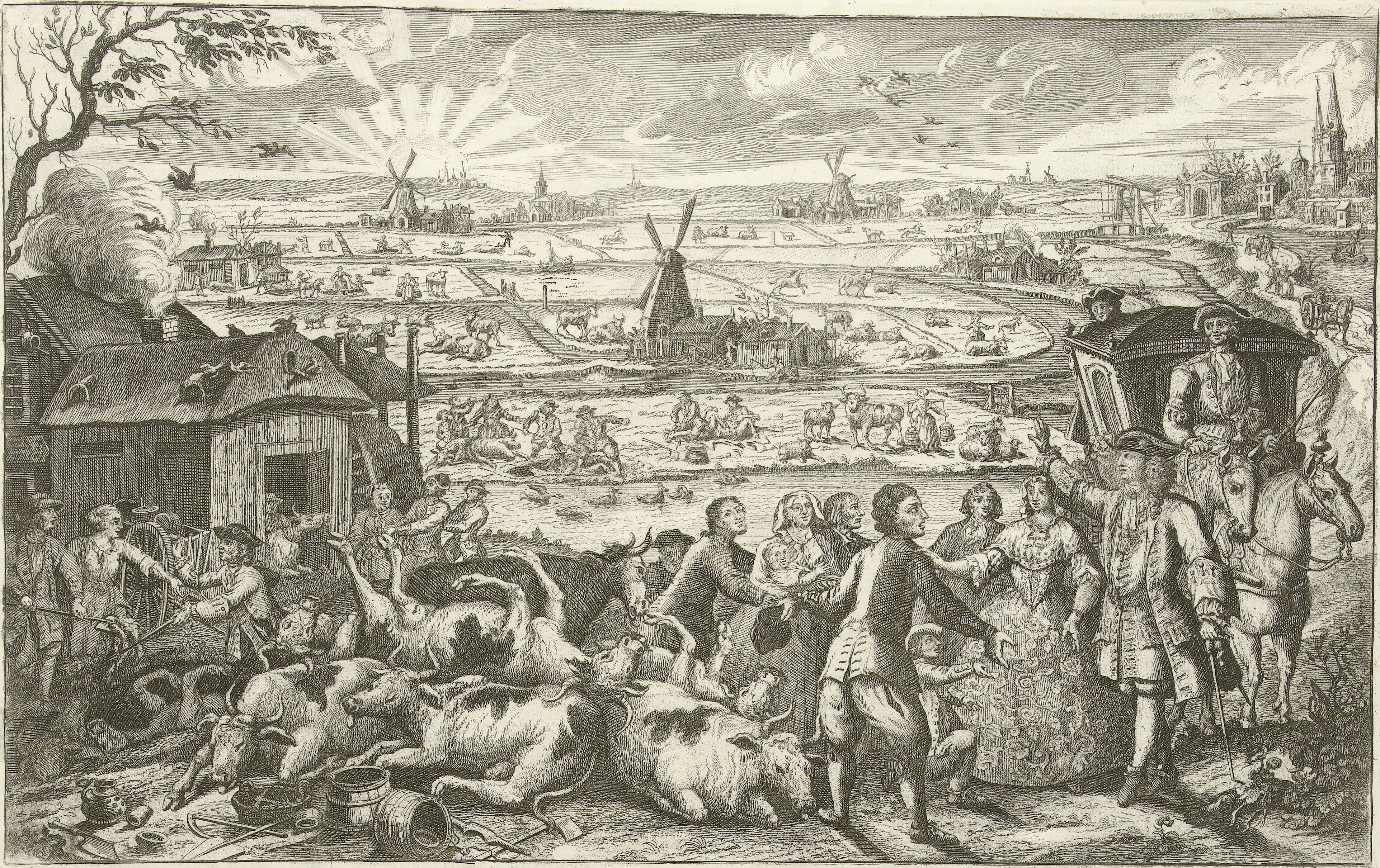
Gods slaandehand over Nederland door de pest-siekte onder het rundvee, Jan Smit, 1745
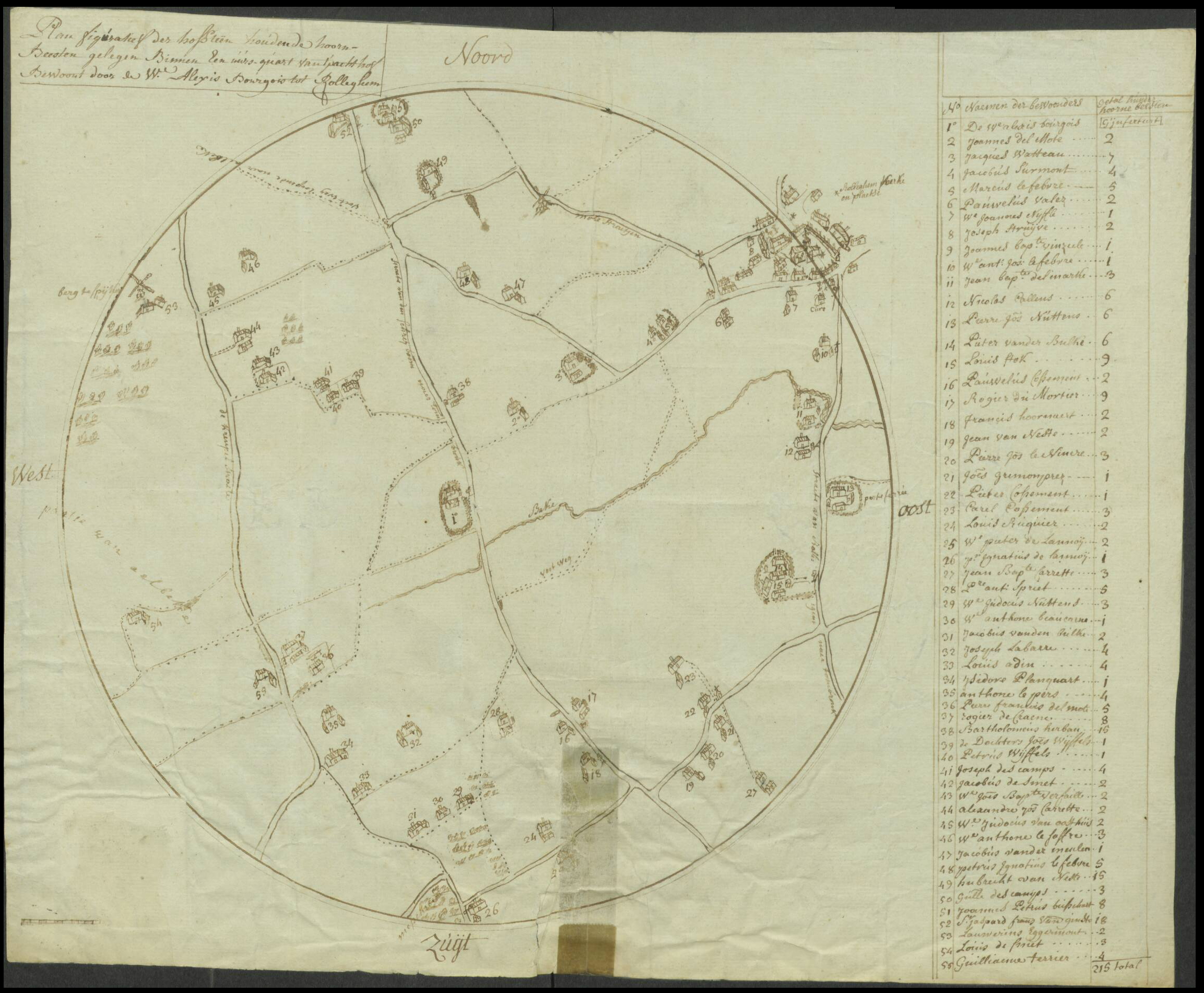
Kaart van 1774 met de ligging van de hoeves met hoornvee in Rollegem. Deze kaart werd opgemaakt met het oog op het indijken van de veepest.

## Economische en maatschappelijke gevolgen
In de 18e eeuw voorziet op het platteland bijna driekwart van de bevolking in zijn onderhoud door werk in of voor de agrarische sector, daaronder begrepen ambachtslieden en vervoerders. Daarnaast zijn er nog wat dienstverleners zoals predikanten, schoolmeesters en herbergiers. Een economische terugslag voor de boeren betekende dus een financiële terugslag voor bijna iedereen. Daarnaast was er geen melk en vlees meer en bij de gemengde bedrijven (veehouderij en akkerbouw) was er geen mest meer voor de akkers. Voor de boeren betekende het ten gronde gaan van hun kapitaalgoederen in de eerste plaats een aantasting van de mogelijkheid tot inkomensvorming door verkoop van veehouderijproducten. Jonge dieren die beter waren geworden brachten op de markt echter veel meer op omdat ze niet meer ziek konden worden. Door de hogere prijzen werd een deel van de schade die de veepest aan de boeren berokkende, afgewenteld op de afnemers. Ook de landeigenaren kregen hun deel van de schade te dragen doordat de pachten daalden. En de overheid zag haar inkomsten dalen door een sterke vermindering van belastingopbrengsten.
Boeren die gedwongen waren de veehouderij aan te houden en niet over konden schakelen op akkerbouw, zoals in Friesland, streefden een snelle wederopbouw van de veestapel na. Bedrijven met akkerbouw schakelden over op het telen van andere gewassen, zoals aardappelen of cichorei, waarvan in 1775 was ontdekt dat je er koffie van kon zetten. Boeren die niet meer op de benen kwamen trokken weg, naar gebieden waar aan akkerbouw kon worden gedaan maar ook naar Amerika.